# Bernard de Moëlan
Bernard de Moëlan (mort en 1167)  est un ecclésiastique qui fut évêque de Cornouaille de 1159 à 1167.

## Contexte
Hubert Guillotel est le premier à avoir découvert que l’écolâtre de Chartres,  Bernard avait terminé sa carrière comme évêque de Quimper Dans sa chronique Robert de Thorigny note en 1159 que  « Bernard Brito chancelier de l'église de Chartres  devient évêque de Quimper ». L'obituaire de la Cathédrale de Chartres relève en 1167 le décès de «  Bernard, d'abord chanoine de cette église puis chancelier et afin évêque de Quimper  ».

## Sources
- Joëlle Quaghebeur, La Cornouaille du IXe au XIIe siècle : mémoire, pouvoirs, noblesse, Rennes, Presses Universitaires de Rennes, 2002, 517 p. (ISBN 2-86847-743-7), p. 86,176,182,261,296,300-301,309 (n226),318,339,344,352,451,459
- (la) Jean-Barthélemy Hauréau, Gallia Christiana, vol. XIV Provincia Turonensi, Paris, Firmin-Didot, 1856, p. 877-878 Ecclesia Corisopitensis, Episcopi Corisopitensesː XIV. Bernardus I